# Höfische Oper

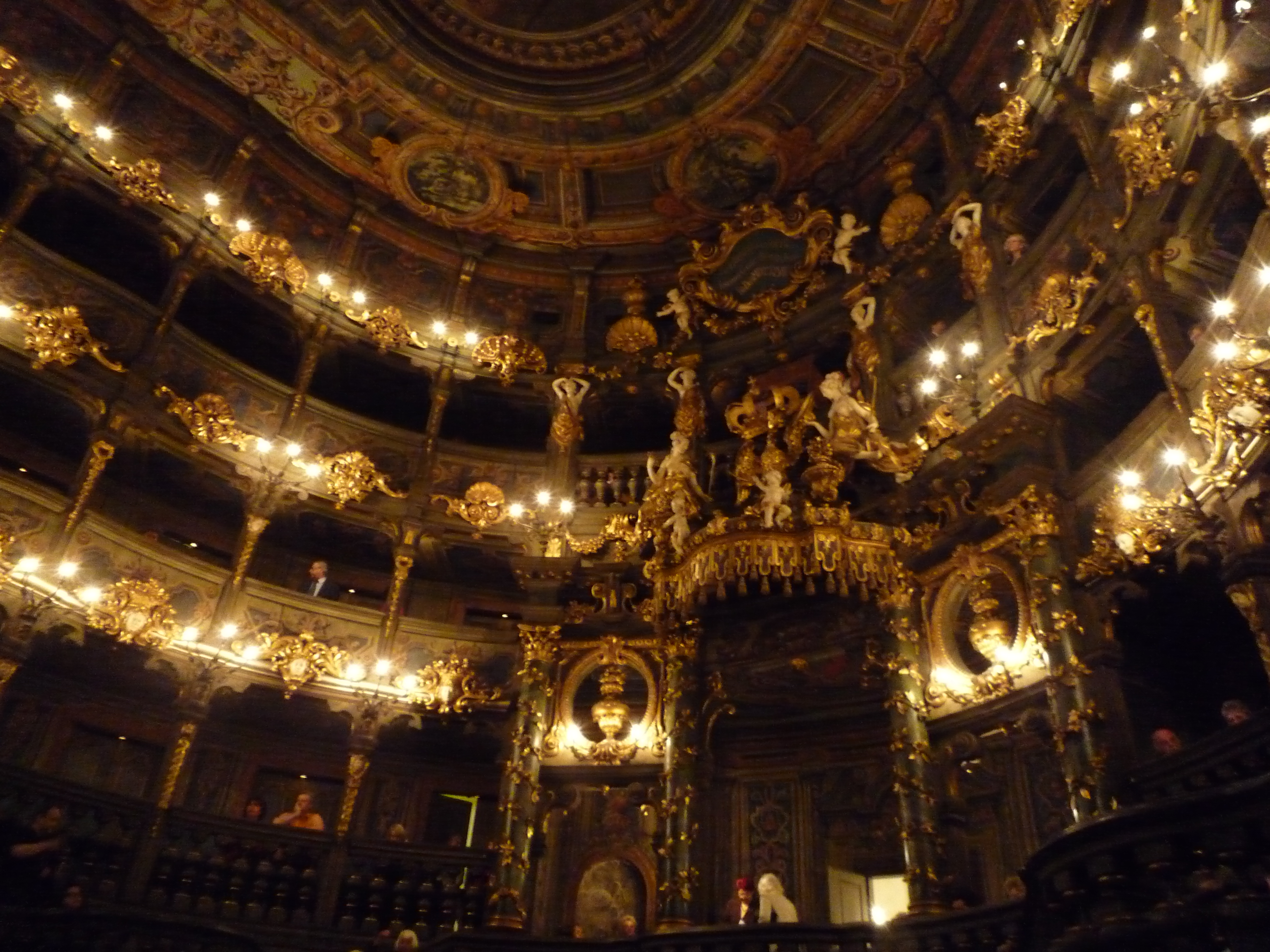
Das Markgräfliche Opernhaus in Bayreuth war im Unterschied zum Richard-Wagner-Festspielhaus ein Ort der höfischen Oper.

Höfische Oper ist eine Art Oper, die in den Räumlichkeiten von Adelshöfen und vor mehrheitlich adligem Publikum stattfand, manchmal als Teil des Hofzeremoniells. Sie wird oft als Gegenbegriff zur bürgerlichen Oper gesehen, die sich seit dem 18. Jahrhundert entfaltete und die höfische Oper nach 1800 überwand.

## Abgrenzung

### Zeitlich
Zeitlich wird von „höfischer Oper“ vom 17. Jahrhundert bis zum Ende des 18. Jahrhunderts gesprochen, im Wesentlichen also während des Barockzeitalters. Höfische Oper beginnt mit der Prachtentfaltung des Absolutismus im Anschluss an die akademischen Anfänge der Renaissance-Oper, die in eher kleinem Rahmen stattgefunden hatte, und endet mit der französischen Revolution, in der die Machtentfaltung des Adels angeprangert wurde.
Im 19. Jahrhundert gab es zwar noch Institutionen mit dem Namen Hofoper, weil sie der Intendanz des Hofs unterstanden wie die Wiener Hofoper, Oper diente jedoch der Unterhaltung eines vermögenden Bürgertums, dem sich nur noch Teile der Hofgesellschaft anschlossen. Höfische Opern des 19. Jahrhunderts wie Giacomo Meyerbeers Ein Feldlager in Schlesien (1844), in der Friedrich der Große in Anwesenheit der Berliner Hofgesellschaft verherrlicht wurde, hatten keinen dauerhaften Erfolg mehr.

### Inhaltlich
Die höfische Oper ist kein Genre, sondern eher ein gesellschaftlicher Rahmen, auch wenn die Gattungen der italienischen Opera seria und der französischen Tragédie lyrique eng mit dem Hofstaat und seiner Selbstdarstellung verbunden waren und meist auch politische Symbolik enthielten. Höfische Oper ist zudem oft mit Gesellschaftstanz verbunden, der bei Hof großen Stellenwert hatte, etwa beim Comédie-ballet.

### Wirtschaftlich
Höfische Oper fand im Rahmen des Hoftheaters statt, das oft ein exklusives Recht für die Aufführung ernster Opern hatte. Es war vom Hof subventioniert und sah sich daher der Konkurrenz der privatwirtschaftlichen Opernhäuser ausgesetzt, wie des Teatro San Cassiano Venedig oder der Oper am Gänsemarkt Hamburg, die wirtschaftlichen Erfolg haben mussten. Die Opernaufführungen der privatwirtschaftlichen und bürgerlichen Pariser Jahrmarktstheater hatten regelmäßig mit der Pariser Oper zu kämpfen, die auf ihrem höfischen Privileg bestand, um ihr Publikum nicht zu verlieren. So wurde die höfische Oper im 18. Jahrhundert zum Symbol aristokratischer Privilegien und ihrer Gefährdung durch bürgerliche freie Wirtschaft, wie es die Geschichte der Opéra-comique mit Konflikten wie dem Buffonistenstreit zeigen.

## Rezeption
Höfische Opern wurden bis zur Wiederentdeckung der Alten Musik in den 1920er-Jahren gering geschätzt, auch die späten höfischen Opern Wolfgang Amadeus Mozarts wie La clemenza di Tito (1791) wurden für minderwertig gehalten. Seit der Entwicklung der historisch informierten Aufführungspraxis im letzten Viertel des 20. Jahrhunderts werden zahlreiche höfische Opern neu bewertet und wieder aufgeführt.